# Hajj

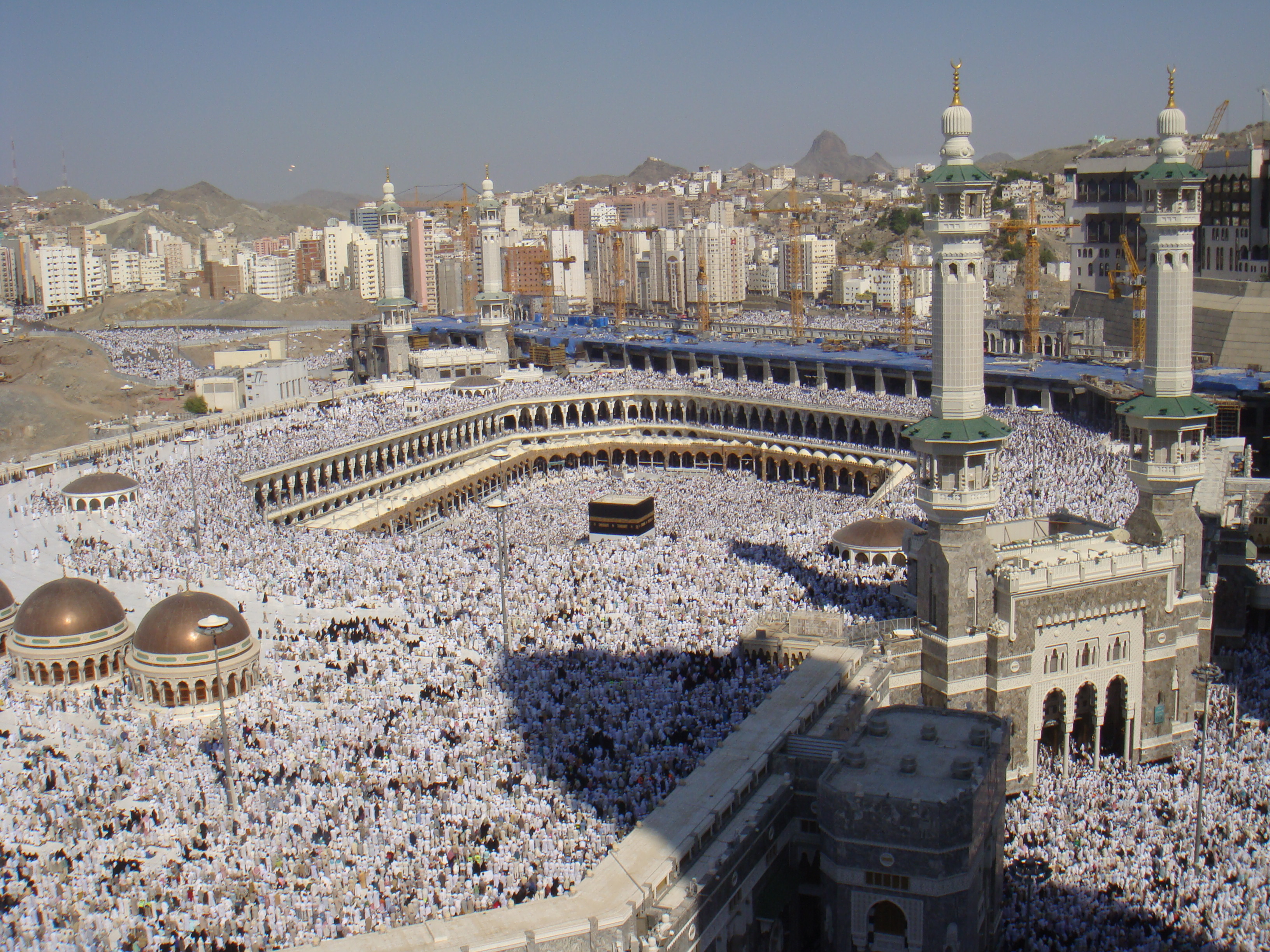
Những người hành hương tại Masjid al-Haram vào bắt đầu Hajj năm 2008

Hajj (tiếng Ả Rập: حج Ḥaǧǧ "hành hương", cũng viết là haj và hadj) là cuộc hành hương đến Mecca, Ả Rập Saudi. Đây là một trong các cuộc hành hương lớn nhất trên thế giới, và là cột trụ thứ năm của Hồi giáo, một bổn phận tôn giáo phải được thực hiện ít nhất một lần trong cuộc đời của người Hồi giáo nếu họ có khả năng làm như vậy. Hajj là một minh chứng cho sự đoàn kết của người Hồi giáo, và lòng quy phục của họ trước Thượng đế (Allah trong tiếng Ả Rập).
Cuộc hành hương diễn ra từ ngày thứ 8 đến ngày thứ 12 của Dhu al-Hijjah, tháng thứ 12 và là tháng cuối cùng trong lịch Hồi giáo. Bởi lịch Hồi giáo là một loại âm lịch, ngắn hơn 11 ngày so với lịch Gregory, ngày Gregory của Hajj thay đổi từ năm này qua năm khác. Ihram là tên dùng để chỉ trạng thái tinh thần đặc biệt của những người Hồi giáo trong cuộc hành hương.
Hajj được liên hệ với cuộc sống của nhà tiên tri Muhammad từ thế kỷ thứ VII, song nghi thức hành hương đến Mecca được người Hồi giáo coi là đã kéo dài trong hàng nghìn năm từ thời Abraham (Ibrahim). Hàng trăm nghìn người hành hương tham gia tham gia diễu hành, họ cùng lúc đổ về Mecca trong tuần lễ Hajj, và thực hiện một loạt các nghi thức: Mỗi người đi bộ ngược chiều kim đồng hồ bảy lần xung quanh Kaaba, cấu trúc hình khối và là nơi những người hành hương hướng tới để cầu nguyện, chạy qua lại giữa các ngọn đồi Al-Safa và Al-Marwah, uống nước từ giếng Zamzam, đi đến vùng đồng bằng sát núi Arafat để thức thâu đêm, và ném đá trong một nghi thức Ném đá của Ma quỷ. Những người hành hương sau đó cạo đầu, thực hiện một nghi lễ hiến tế động vật, và kỉ niệm lễ hội toàn cầu kéo dài ba ngày là Eid al-Adha.
Những người hành hương mặc áo choàng trắng đơn sơ, bất kể giàu nghèo. Điều này tượng trưng cho đức tin của Hồi giáo cho rằng mọi người đều bình đẳng trước Chúa. Người hành hương không đeo trang sức hay xức nước thơm. Họ phải gạt bỏ phù hoa để tìm kiếm sự tha thứ, dẫn dắt và cứu rỗi linh hồn từ Thượng đế Allah.

## Thời điểm Hajj
Tương ứng với dương lịch:
| 2011       | 2012        | 2013        | 2014       | 2015       | 2016       | 2017 |
| ---------- | ----------- | ----------- | ---------- | ---------- | ---------- | ---- |
| 5 tháng 11 | 25 tháng 10 | 14 tháng 10 | 3 tháng 10 | 23 tháng 9 | 11 tháng 9 |      |

## Số khách hành hương theo năm
Theo Đại sứ quán Hoàng gia Ả Rập Saud, số khách hành hương đến Ả Rập Saud mỗi năm để thực hiện Hajj là:
- 1920 - 58.584
- 1921 - 57.255
- 1922 - 56.319
- 1996 - 1.080.465[12]
- 1997 - 1.168.591[13]
- 1998 - 1.132.344[14]
- 2001 - 1.363.992[15]
- 2005 - 1.534.759[16]
- 2006 - 1.654.407[17]
- 2007 - 1.707.814[18]
- 2008 - 1.729.841[19]
- 2009 - 1.613.000[20]
- 2010 - 1.799.601[21]
- 2011 - 1.828.195[22]